# Ray Styles
Emmanuel Apraku, conocido como Ray Styles (Acra, 31 de enero de 1988 - Nueva Delhi, 1 de octubre de 2020), fue un artista ghanés. Creó su propia marca con diseño gráfico y caricatura. Trabajó con celebridades como Tolu Lope, Josh Ostrovsky, Michael Blackson, Chris Bosh, DeStorm Power, Mrcocoyam, D Black, Edem, King Bach y Malin Bjork, entre otros.

## Biografía
Nació en 1988. Realizó su educación básica en la Accra New Town Experimental School. Más tarde realizó la educación secundaria en la Accra Academy Senior High School de 2003 a 2006. Ingresó la Universidad Kwame Nkrumah de Ciencia y Tecnología (KNUST) en la Facultad de Arte, donde obtuvo una licenciatura en diseño de comunicación.
Su padre fue un artesano que creó una serie de obras de arte para exhibición. Ray atribuyó su estilo a su padre. Comenzó a dibujar desde muy joven e hizo encargos. Se dio cuenta de su talento cuando era estudiante de KNUST.</ref> Fue el propietario de Ray Styles Studios y de Penciled Celebrities.

## Vida personal
Fue el más joven de cuatro hijos de Paul Apraku y su esposa. Su padre falleció cuando él tenía ocho años y fue criado por su madre.
Styles falleció el jueves 1 de octubre de 2020 en India después de luchar contra un cáncer de hígado –según algunas fuentes cáncer renal durante meses. La noticia fue confirmada por Giovanni Caleb, locutor de radio y televisión.

## Legado
Fue conocido por realizar campañas de concienciación social a través de sus obras de arte. Hizo muchas pinturas destacando abusos en la sociedad como violencia conyugal, abuso infantil, racismo entre otros. Realizó dibujos artísticos y caricaturas de celebridades y tendencias actuales.